# Mertensia meyeriana
Mertensia meyeriana är en strävbladig växtart som beskrevs av J. F. Macbride. Mertensia meyeriana ingår i släktet fjärvor, och familjen strävbladiga växter. Inga underarter finns listade i Catalogue of Life.